# Ruellia asperula
A Ruellia asperula (sin. Stephanophysum asperulum Mart. & Nees), popularmente conhecida como melosa, melosa-vermelha ou melosa-roxa é uma planta medicinal nativa do leste do Brasil e que cresce na vegetação da caatinga e do cerrado. Flores, folhas e raízes desta planta são geralmente maceradas e usadas para tratar asma, bronquite, febre, gripe e inflamação uterina.

## Taxonomia
A espécie foi descrita em 1847 por Carl Friedrich Philipp von Martius e Christian Gottfried Daniel Nees von Esenbeck. 
O seguinte sinônimo já foi catalogado:
- Stephanophysum asperulum (Nees & Mart.) Nees

## Etimologia
O gênero Ruellia foi batizado em homenagem a Jean Ruelle, botânico e médico de Francisco I da França, tradutor de diversos trabalhos de Dioscórides. Asperula vem do latim, significando "rugosa".

## Forma de vida
É uma espécie terrícola arbustiva a subarbustiva, medindo de 0,7 a 1,6m de altura.

## Polinização
A espécie é visitada por diversas espécies de animais, que atuam em sua polinização: abelhas (Xylocopa sp., Xylocopa aff. viridis, Trigona spinipes), borboletas (Phoebis sennae, Phoebia sp.) e principalmente beija-flores das espécies Eupetomena macroura, Hylocharis sapphirina, Amazilia versicolor, Amazilia lactea, Chrysolampis mosquitus e Chlorostilbon lucidus.

## Distribuição
A espécie é encontrada na Região Nordeste do Brasil (Alagoas, Bahia, Ceará, Paraíba, Pernambuco, Piauí, Rio Grande do Norte e Sergipe), Sudeste (Minas Gerais), e uma ocorrência registrada em Tocantins.
Ocorre no domínio fitogeográfico de floresta estacional decídua, bem como no bioma caatinga.